# Tanytarsus shouautumnalis
Tanytarsus shouautumnalis är en tvåvingeart som beskrevs av Sasa 1989. Tanytarsus shouautumnalis ingår i släktet Tanytarsus och familjen fjädermyggor. Inga underarter finns listade i Catalogue of Life.